# 파라노이드 (영화)
《파라노이드》(영어: Paranoid)는 영국에서 제작된 존 다이건 감독의 2000년 스릴러 독립 영화이다. 제시카 앨바, 이언 글렌 등이 출연하였고, 파울 트레이비츠 등이 제작에 참여하였다.

## 출연
- 제시카 앨바
- 이언 글렌
- 진 트리플혼
- 유언 브렘너
- 미샤 바턴
- 케빈 웨이틀리
- 지나 벨먼
- 올리버 밀번
- 게리 러브
- 에이미 필립스

## 기타 제작진
- 공동 제작: 조 휴먼
- 협력 제작: 피터 러테리에이
- 배역: 베스 차컴, 대니엘 로피
- 미술: 찰스 개러드
- 의상: 바버라 키드